# بیلی آلن
بیلی آلن (انگلیسی: Billy Allen؛ ۲۲ اکتبر ۱۹۱۷ – ۱۹۸۱ (۶۳−۶۴ سال)) بازیکن فوتبال اهل بریتانیا بود.
از باشگاه‌هایی که در آن بازی کرده‌است می‌توان به باشگاه فوتبال چسترفیلد، باشگاه فوتبال یورک سیتی، و باشگاه فوتبال اسکانتورپ یونایتد اشاره کرد.